# Paradeucalion
Paradeucalion is een kevergeslacht uit de familie van de boktorren (Cerambycidae). De wetenschappelijke naam van het geslacht werd voor het eerst geldig gepubliceerd in 1950 door Breuning.

## Soorten
Paradeucalion is monotypisch en omvat slechts de volgende soort:
- Paradeucalion desertarum (Wollaston, 1854)